# Mirko Zanni
Mirko Zanni (Pordenone, 16 de outubro de 1997) é um halterofilista italiano, medalhista olímpico.

## Carreira
Zanni conquistou a medalha de bronze nos Jogos Olímpicos de Verão de 2020 em Tóquio, após levantar 323 kg na categoria masculina para pessoas com até 67 kg. A primeira competição europeia de Zanni foi o Campeonato Europeu Juvenil de 2012, realizado em Bucareste.